# 少女の友
『少女の友』（しょうじょのとも）は、実業之日本社が発行していた少女雑誌。1908年（明治41年）創刊、1955年（昭和30年）に休刊。題字は当時20代だった北大路魯山人が揮毫した。

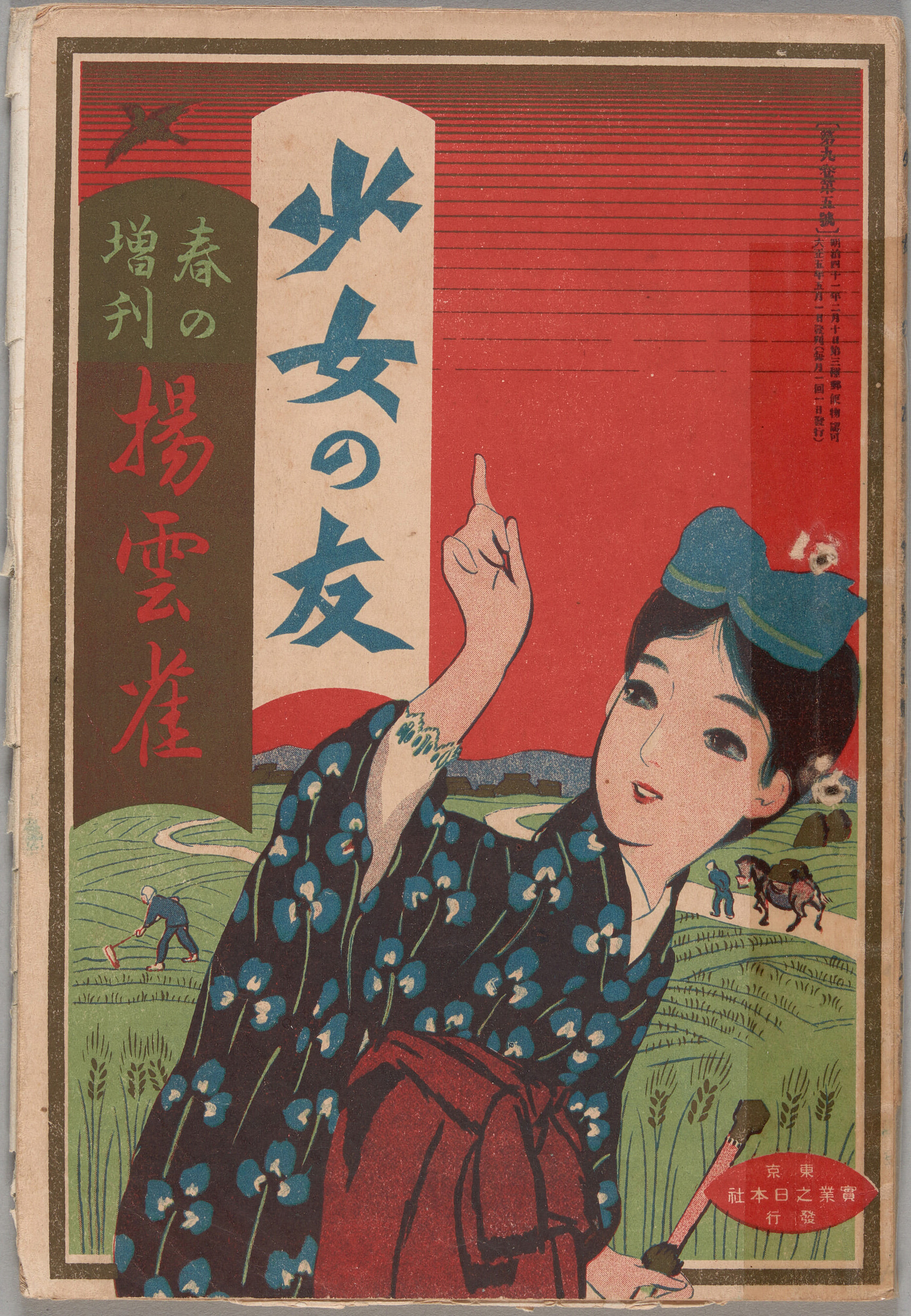
大正5年4月号表紙、川端龍子・画

## 概説

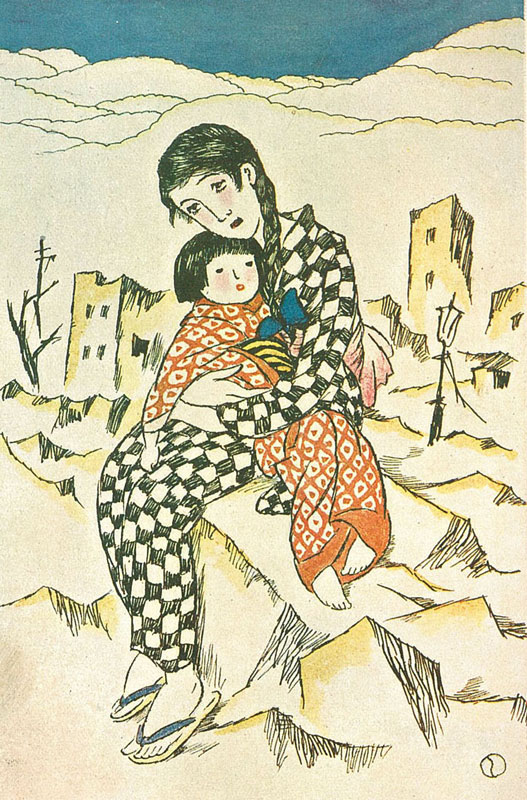
竹久夢二「姉と妹」、『少女の友』大正12年11月号口絵（絵葉書）。関東大震災を題材とする。

掲載された小説でとりわけ人気の高かったのは吉屋信子と川端康成だった。川端康成の『乙女の港』（1937年（昭和12年）6月号 - 1938年（昭和13年）3月号）は中原淳一の挿絵の魅力とあいまって一大ブームを巻き起こした。中原淳一は『女学生服装帖』というファッション・ページを担当（1937年（昭和12年）5月号 - 1940年（昭和15年）5月号）。少女の友の中心画家だったが、1940年（昭和15年）、軍部の圧力により雑誌への執筆を禁じられた。
少女の友は『少女画報』と同様、宝塚、外国映画スターなどをふんだんに取り上げ、また投稿作品や投書を大量に紹介し投書欄では独特の「キミ・ボク言葉」が使われるなどモダン文化に好意的であった。そのため地方の女学校では少女の友への投稿が不良扱いされることがあった。その盛んな投稿欄では読者同士のコミュニティーが生まれた。創刊時から存在したが1930年代からは雑誌を飛び出し、愛読者大会までが開かれた。1938年の大会には400人が集まったと言う。
2009年（平成21年）に版元の実業之日本社より『『少女の友』創刊100周年記念号 明治・大正・昭和ベストセレクション』が発売されるや、2ヶ月で6刷・3万5000部を売り上げた。

## 文学作品
- 川端康成 - 『乙女の港』（1937年（昭和12年）6月号 - 1938年（昭和13年）3月号）、『花日記』（1938年（昭和13年）4月号 - 1939年（昭和14年）3月号）、『美しい旅』（1939年（昭和14年）7月号 - 1941年（昭和16年）4月号）、『続美しい旅』（1941年（昭和16年）9月号 - 1942年（昭和17年）10月号、未完）、『夏の友情』（1937年（昭和12年）夏休み特別増刊緑陰ロマンス号）、『試験の時』（1938年（昭和13年）夏季臨時増刊号)、『兄の遺曲』（1939年（昭和14年）4月号）、『英習字帖』（1938年（昭和13年）4月臨時増刊号）
- 吉屋信子 - 『紅雀』（1930年（昭和5年））、『わすれな草』（1932年（昭和7年）4月号 - 12月号、挿絵・高畠華宵）、『街の子だち』（1934年（昭和9年））、『乙女手帖』（1939年（昭和14年）4月号 - 1940年（昭和13年）3月号、挿絵・松本かつぢ）
- 由利聖子 - 『チビ君物語』（1934年（昭和9年）12月号 - 1936年（昭和11年）12月号）、『あまのじゃく合戦』（昭和13年、単行本でのタイトルは『少女三銃士』）
- 横山美智子 - 『嵐の小夜曲』（1929年（昭和4年） - 1930年（昭和5年））、『紅薔薇白薔薇』（1931年（昭和6年） - 1932年（昭和7年））
- 西條八十 - 『古都の乙女』（1938年（昭和13年）4月号 - 1939年（昭和14年）5月号、挿絵・蕗谷虹児）、『アリゾナの緋薔薇』（1951年（昭和26年）4月号 - 1952年（昭和27年）7月号）、『魔境の二少女』（1952年（昭和27年）8月号 - 1953年（昭和28年）10月号）
- 野上弥生子 - 『桃咲く郷』（1911年（明治44年）3月号）
- 尾島菊子 - 『なさぬ仲』（1911年（明治44年）4月号 - 9月号）、『松葉牡丹』（1912年（大正元年））
- 北川千代 - 『洞窟から来た児』（1916年（大正5年））、『草笛』（1928年（昭和3年））、『母の幻』『光代の新年』（1929年（昭和4年））、『美代子の幸福』（1930年（昭和5年）、ディケンズ『炉辺のこおろぎ』の翻案）
- 与謝野晶子 - 『さくら草』（1911年（明治44年））、『月夜』（1918年（大正7年））
- 由起しげ子 - 『瑠璃色の海』
- 水島あやめ - 『桜は咲けども』、『秋風さやかに』、『風よやさしく吹け』、『母の日哀し』

## 関連書籍
- 遠藤寛子『『少女の友』とその時代―編集者の勇気 内山基』（本の泉社、2004年（平成16年））ISBN 978-4880238210
- 遠藤寛子、内田静枝『『少女の友』創刊100周年記念号 明治・大正・昭和ベストセレクション』（実業之日本社、2009年（平成21年））ISBN 978-4408107561